# Isma’ilijja
Isma’ilijja (arab. إسماعيلية), nazwa oboczna Al-Muchtarijja (arab. المختارية) – wieś w Syrii, w muhafazie Hims, w dystrykcie Hims, w poddystrykcie Hims. W 2004 roku liczyła 1954 mieszkańców.